# 拳士浪
拳士浪（けんしろう、1982年10月29日 - ）は、日本の元プロキックボクサー。東京都板橋区出身。治政館ジム所属。
本名は、矢野志朗。新日本キックボクシング協会フェザー級元3位（最高位はフェザー級3位、バンダム級1位）。拳士狼と書かれることもあるが、正しくは拳士浪である。
現在は、同ジムでトレーナーをしており、同ジムの隣で接骨院をオープンさせた。

## ファイトスタイル
相手との距離が近づけば、肘やテンカオ、首相撲からの膝、離れればミドルキックとローキックを打ち込むといった、いわば近距離と遠距離での戦いを得意とする。
日本のキックボクサーはパンチに自信のある選手が多い中、そういった中間距離を好む選手に対し、非常に有意に戦えるスタイルではあるが、同様のスタイルを極めているムエタイの選手との戦いにはまだまだ課題がある。

## 本人
- 幼少のころから、既に素質があったようで、幼稚園の先生から『お友達にはパンチしたり、キックしないでね。』と注意されたことがある。
- 子供の時から食欲旺盛で、身体は骨太で頑丈、また水泳をしていたせいか体力にも自信があった。
- キックボクシングを始めた理由は、何かしらの格闘技をやってみたいという願望と自信があり、入学した大学にキックボクシング部があったため。
- キックボクシングに対して、研究熱心で技術の習得や改善に余念がない。先生、コーチ、先輩のみならず、試合の観戦者等からのアドバイスも謙虚に聞き、それを自分なりに咀嚼して次の試合に生かしている。
- プロデビュー当初は、戦歴の通り、多少相手からの攻撃をもらっても、KO勝利を狙った戦いを嗜好していた。その後、優勢に試合を進めながら、一撃のパンチや肘を不用意にもらい敗戦した苦い経験や、先生やコーチ等からのアドバイスや指導から、現在のファイトスタイルに進化していった。

## 来歴
- 東洋大学文学部在学中に、キックボクシング部に入部する。
- 大学3年生の時に、もっと強くなりたいという思いから、武田幸三が所属する治政館に入門する。
- 2005年5月29日、新日本キックボクシング協会でのプロデビュー戦で、藤田光次郎と対戦し、2RKO勝ち。
- 2008年6月15日、勝岡健と対戦し、引き分け。これまでの戦績とこの結果により、日本バンダム級の8位にランクインし、3R選手となる。
- 2009年3月8日、セミファイナルで、池田茂由と対戦、徹底したテンカオと首相撲で、判定勝利した[1]。試合後、本人は『たくさん練習した成果がでて、うれしい。』とコメントした。これにより日本バンダム級の１位に浮上。
- 2011年7月24日、バンダム級からフェザー級に転向、協会の興行で、古河たすくと対戦し、判定勝ちを収め、日本フェザー級5位にランクインする。
- 2012年3月11日、フェザー級王者の内田雅之と対戦、パンチによるダウンを奪われ、中盤までかなりの劣勢になった。しかし最終ラウンドで肘打ちにより内田選手の額をカットさせたのを糸口に反撃にでるも、試合終了。大差の判定により敗れる。試合後、『まだまだ気持ちは折れていません。』とコメントし、再起を誓う。
- 2014年1月12日、葵 拳士郎と対戦、「ケンシロウ」対決となった[2]。試合は3Rの判定で勝利した。
- 2014年4月20日、タイのアマチュアボクシング学生王者であるゲーンペット・ソージャッキーと対戦し、3R終盤にパンチ連打により、KO勝ちを収める。試合後、本人は『相手のパンチは強かったが、こちらのボディ攻撃が効いていたようだ、それが最終的にはKO勝利につながった。』とコメントした。
- 2016年6月19日、元INNOVATIONフェザー級王者のRYOTAとメインイベントで対戦、アウェーでの戦いとなったが、3Rの判定で勝利した。[3]試合後、本人は『上背があり、ローキックも強く、やりにくい相手だったが、首相撲や膝での攻撃にうまく持ち込んで戦えた。』とコメントした。
- 2018年4月30日、NJKF興行で、将泰と対戦し、パンチによる連打で2RKO勝ちした。試合後のインタビューで、現役引退を表明した。

## 戦績
戦績に挙げた以外にも、タイのラジャダムナン・スタジアム、ルンピニー・スタジアム、ランシット・スタジアム等で地元のムエタイ選手と試合をした経験があり、大半の試合でKO勝利している。

### プロキックボクシング
| キックボクシング 戦績 | キックボクシング 戦績 | キックボクシング 戦績 | キックボクシング 戦績 | キックボクシング 戦績 | キックボクシング 戦績 | キックボクシング 戦績 |
| --------------------- | --------------------- | --------------------- | --------------------- | --------------------- | --------------------- | --------------------- |
| 54 試合               | (T)KO                 | 判定                  | その他                | 引き分け              | 無効試合              |                       |
| 27 勝                 | 9                     | 18                    |                       | 11                    | 0                     |                       |
| 16 敗                 |                       |                       |                       | 11                    | 0                     |                       |

| 勝敗 | 対戦相手                               | 試合結果          | 大会名                                                       | 開催年月日     |
| ○    | 将泰                                   | 2R KO             | ニュージャパンキックボクシング連盟 「絆 X」                  | 2018年4月30日  |
| △    | ジョニーオリベイラ（ブラジル）         | 3R終了 判定1-0    | 新日本キックボクシング協会 「WINNERS 2017 3rd」              | 2017年8月27日  |
| ○    | 澤田 曜祐                              | 3R終了 判定3-0    | ニュージャパンキックボクシング連盟 「絆 Ⅷ」                  | 2017年5月21日  |
| ○    | サックシット・ラジャサクレック（タイ） | 3R終了 判定3-0    | 新日本キックボクシング協会 「WINNERS 2017 1st」              | 2017年1月9日   |
| ○    | タイガ                                 | 3R終了 判定2-0    | 新日本キックボクシング協会 「KICK Insist 6」                 | 2016年11月6日  |
| ×    | 瀬戸口 勝也                            | 1R TKO            | 新日本キックボクシング協会 「WINNERS 2016 3rd」              | 2016年8月28日  |
| ○    | RYOTA                                  | 3R終了 判定2-0    | ジャパン・キックボクシング・イノベーション 「戦闘甲斐士 18」 | 2016年6月19日  |
| ○    | チュ・キフン（韓国）                   | 3R終了 判定3-0    | 新日本キックボクシング協会 「スーパーキック」                | 2016年4月10日  |
| △    | ピンガン・ボージョンジャルン（タイ）   | 3R終了 判定1-1    | 新日本キックボクシング協会 「WINNERS 2016 1st」              | 2016年1月10日  |
| ○    | 櫻木 崇浩                              | 3R終了 判定 2-1   | 新日本キックボクシング協会 「KICK Insist 5」                 | 2015年11月15日 |
| △    | 阿羅斗                                 | 3R終了 判定 0-1   | ニュージャパンキックボクシング連盟「NJKF 2015 7th」          | 2015年7月20日  |
| ×    | 石原 將伍                              | 3R終了 判定3-0    | 新日本キックボクシング協会 「WINNERS 2015 2nd」              | 2015年5月17日  |
| △    | ジョニーオリベイラ（ブラジル）         | 3R終了 判定0-0    | 新日本キックボクシング協会 「WINNERS 2015」                  | 2015年1月11日  |
| ×    | キヨソンセン・FLYSKY GYM（タイ）       | 3R終了 判定2-0    | 新日本キックボクシング協会 「KICK Insist 4」                 | 2014年11月16日 |
| ×    | ダゥサゴン・ラジャサクレック（タイ）   | 2R TKO 額のカット | 新日本キックボクシング協会 「WINNERS 3rd」                   | 2014年8月24日  |
| ○    | ゲーンペット・ソージャッキー（タイ）   | 3R KO             | 新日本キックボクシング協会 「TITANS NEOS 15」                | 2014年4月20日  |
| ○    | ベニー・ユキヒデ                       | 3R終了 判定2-0    | 新日本キックボクシング協会 「MAGNUM 34」                     | 2014年3月9日   |
| ○    | 葵 拳士郎                              | 3R終了 判定3-0    | 新日本キックボクシング協会 「WINNERS 2014」                  | 2014年1月12日  |
| ×    | アピデット・ゲッソンリット（タイ）     | 3R終了 判定2-0    | 新日本キックボクシング協会 「KICK Insist Ⅲ」                 | 2013年11月24日 |
| ○    | 池野 翔                                | 3R終了 判定3-0    | 新日本キックボクシング協会 「TITANS NEOS 14」                | 2013年9月16日  |
| ○    | 笹羅 歩                                | 3R終了 判定3-0    | ニュージャパンキックボクシング連盟「NJKF 2013 4th」          | 2013年7月15日  |
| △    | サック・モンコン・９６ピーナン（タイ） | 3R終了 判定1-0    | 新日本キックボクシング協会 「BRAVE HEARTS 22」               | 2013年5月19日  |
| ×    | チャオ志村（タイ）                     | 3R終了 判定3-0    | HEAT 「HEAT 26」                                             | 2013年3月31日  |
| △    | ベニー・ユキヒデ                       | 3R終了 判定 1-0   | 新日本キックボクシング協会 「BRAVE HEARTS 21」               | 2013年1月13日  |
| ×    | ムンファン・ポーポンサワン（タイ）     | 3R終了 判定2-0    | 新日本キックボクシング協会 「KICK Insist Ⅱ」                 | 2012年11月25日 |
| △    | 瀬戸口 勝也                            | 3R終了 判定1-0    | 新日本キックボクシング協会 「MAGNUM 29」                     | 2012年7月22日  |
| ×    | 内田 雅之                              | 3R終了 判定3-0    | 新日本キックボクシング協会 「MAGNUM 28」                     | 2012年3月11日  |
| ×    | モンコンデート・シットウウボン（タイ） | 3R終了 判定 2-0   | 新日本キックボクシング協会 「SOUL IN THE RING IX」           | 2011年12月17日 |
| ×    | ブントゥン・ギャノラシン（タイ）       | 3R終了 判定3-0    | 新日本キックボクシング協会 「KICK Insist」                   | 2011年11月20日 |
| ○    | 蔡展鵬（香港）                         | KO                | 「力保健搏擊之夜(第18回)-風林火山 6」（香港）                | 2011年9月18日  |
| ○    | 古河 たすく                            | 3R終了 判定2-0    | 新日本キックボクシング協会 「MAGNUM 26」                     | 2011年7月24日  |
| ×    | ラジャサクレック・ソーワラピン（タイ） | 1RTKO 額のカット  | 新日本キックボクシング協会 「TITANS NEOS 9」                 | 2011年4月17日  |
| △    | 松下 隆義                              | 3R終了 判定1-1    | 新日本キックボクシング協会 「SLEDGE HAMMER 1」               | 2010年11月21日 |
| ○    | 陳啟聰（香港）                         | 5R終了 判定       | 「力保健搏擊之夜(第15回)-風林火山 5」（香港）                | 2010年9月18日  |
| ○    | 逸可                                   | 3R終了 判定2-0    | 新日本キックボクシング協会 「BRAVE HEARTS 14」               | 2010年8月29日  |
| △    | 阿部 泰彦                              | 3R終了 判定1-0    | 新日本キックボクシング協会 「ATTACK 14」                     | 2010年6月27日  |
| ○    | リョウ・ヨックタイジム                 | 2RKO              | 新日本キックボクシング協会 「TITANS NEOS 7」                 | 2010年4月17日  |
| ×    | 瀬戸口 勝也                            | 3R終了 判定3-0    | 新日本キックボクシング協会 「BRAVE HEARTS 13」               | 2010年1月17日  |
| ○    | 王子                                   | 3R終了 判定3-0    | 新日本キックボクシング協会 「MAGNUM 20」                     | 2009年7月12日  |
| ○    | 吉川 靖                                | 3R終了 判定 3-0   | 新日本キックボクシング協会 「KNOCK OUT 2」                   | 2009年5月3日   |
| ○    | 池田 茂由                              | 3R終了 判定2-0    | 新日本キックボクシング協会 「MAGNUM 19」                     | 2009年3月8日   |
| ○    | 勝岡 健                                | 3R終了 判定 3-0   | 新日本キックボクシング協会 「SOUL IN THE RING Ⅵ」            | 2008年12月14日 |
| ×    | デーン・ビーチャム（豪）               | TKO 額のカット    | 柏龍「慈善國際泰拳賽」（香港）                               | 2008年9月17日  |
| △    | 阿部 泰彦                              | 3R終了 判定 0-0   | 新日本キックボクシング協会 「BRAVE HEARTS 9」                | 2008年8月31日  |
| △    | 勝岡 健                                | 2R終了 判定 0-0   | 新日本キックボクシング協会 「KNOCK OUT」                     | 2008年6月15日  |
| ○    | 王宗浩（香港）                         | 2RKO              | 「力保健搏擊之夜(第11回)-風林火山 2」（香港）                | 2008年3月16日  |
| ×    | 松下 隆義                              | 2RTKO 額のカット  | 新日本キックボクシング協会 「BRAVE HEARTS 6」                | 2007年9月2日   |
| ○    | 三澤竜士                               | 2R終了 判定 3-0   | 新日本キックボクシング協会 「勇者達の挑戦 Ⅷ 」               | 2007年6月24日  |
| ×    | 王子                                   | 2RKO              | 新日本キックボクシング協会 「ATTACK 2」                      | 2006年9月23日  |
| ○    | 下田舞汝武                             | 2R終了 判定3-0    | 新日本キックボクシング協会 「BRAVE HEARTS 2」                | 2006年5月21日  |
| ×    | 王子                                   | 2R終了 判定2-0    | 新日本キックボクシング協会 「BRAVE HEARTS 1」                | 2006年1月29日  |
| ○    | 古澤 徹                                | 2RTKO             | 新日本キックボクシング協会 「KICKBOXING SAITAMA CARNIVAL 2」 | 2005年11月13日 |
| ○    | 鈴木健太                               | 2RKO              | 新日本キックボクシング協会 「BRAVE HEARTS」                  | 2005年9月4日   |
| ○    | 藤田光次郎                             | 2RKO              | 新日本キックボクシング協会 「SLEDGE HAMMER」                 | 2005年5月29日  |